# Alexandru A. Philippide
Alexandru A. Philippide (Iași, 1900 – Bucarest, 1979) è stato uno scrittore rumeno.
Figlio del più celebre filologo Alexandru Philippide, fu ottimo traduttore da Johann Wolfgang Goethe, Heinrich Heine, Friedrich Schiller, François-Marie Arouet, Rabindranath Tagore, ecc.
La sua lirica è austera e molto speculativa.
Nel 1967 vinse il Premio Herder.

## Opere
- Aur sterp, Ed. Viața românească, 1922
- Stânci fulgerate, Ed. Fundațiilor Regele Carol II, 1930
- Visuri în vuietul vremii, Ed. Fundațiilor Regele Carol I, 1939
- Poezii, sumar antologic, 1962
- Monolog în Babilon, poezii noi, 1967
- Floarea din prăpastie, nuvele fantastice, 1942
- Studii și portrete literare, Ed. Lit. 1963
- Studii de literatură universală, Biblioteca Școlarului, 1966